# تيم جاكسون (منافس ألعاب قوى)
تيم جاكسون (بالإنجليزية: Tim Jackson) هو منافس ألعاب قوى أسترالي، ولد في 4 يوليو 1969 في سيدني في أستراليا.

## وصلات خارجية
- تيم جاكسون على موقع الاتحاد الدولي لألعاب القوى (الإنجليزية)
- تيم جاكسون على موقع النتائج التاريخية لألعاب القوى الأسترالية (الإنجليزية)
- تيم جاكسون على موقع أوليمبيديا (الإنجليزية)
- تيم جاكسون على موقع اللجنة الأولمبية الأسترالية (الإنجليزية)
- تيم جاكسون على موقع اتحاد ألعاب الكومنولث (مؤرشف) (الإنجليزية)